# Jan Hyc
Jan Hyc (ur. 30 marca 1895 w Zakopanem, zm. 12 maja 1976 w Warszawie) – pułkownik dyplomowany piechoty Wojska Polskiego, działacz niepodległościowy, dwukrotny kawaler Orderu Virtuti Militari.

## Życiorys
3 września 1906 został uczniem cesarskiego i królewskiego Gimnazjum w Nowym Targu, uczelni państwowej z językiem wykładowym polskim. Przez cały okres nauki w gimnazjum był uczniem „chlubnie uzdolnionym”. W roku szkolnym 1910/1911 był skarbnikiem czytelni. W roku szkolnym 1911/1912 był przewodniczącym i skarbnikiem kółka ochrony zwierząt oraz przewodniczącym zarządu czytelni, a także przewodniczącym sekcji literatury staropolskiej kółka literackiego. 1 czerwca 1913 miało miejsce uroczyste ślubowanie nowotarskiej drużyny skautowej imienia Kazimierza Pułaskiego, której był drużynowym w stopniu harcmistrza. W tym samym gimnazjum zatrudniony był do 26 sierpnia 1913 na stanowisku zastępcy nauczyciela Ferdynand Zarzycki, przyszły generał brygady Wojska Polskiego. W roku szkolnym 1913/1914 był przewodniczącym kółka literackiego klasy VIII i autorem referatu „Komedia XIX w.” oraz przewodniczącym samorządu klasowego – „wójtem gminy klasy VIII”. W tym samym okresie kierowana przez niego drużyna skautowa liczyła czterdziestu jeden członków w pięciu zastępach. W dniach 8–10 czerwca 1914 złożył ustny egzamin maturalny. Gimnazjum ukończył z odznaczeniem. 25 sierpnia na czele nowotarskiej drużyny sokolej wymaszerował do Myślenic, a następnie do Krakowa.
W czasie I wojny światowej walczył Legionach Polskich. Był oficerem 3 pułku piechoty Legionów. Dowodził plutonem w 11 (5) kompanii. 25 czerwca 1915 awansował na chorążego, a 1 listopada 1916 na podporucznika.
2 stycznia 1920 został powołany do Wojennej Szkoły Sztabu Generalnego w Warszawie, w charakterze słuchacza II Kursu. W kwietniu 1920 został skierowany na front. Od stycznia 1921 kontynuował naukę na I Kursie Normalnym Wyższej Szkoły Wojennej. We wrześniu 1921, po ukończeniu kursu, pozostał w szkole na stanowisku asystenta. 3 maja 1922 został zweryfikowany w stopniu majora ze starszeństwem z dniem 1 czerwca 1919 i 461. lokatą w korpusie oficerów piechoty. Pełniąc służbę w Wyższej Szkole Wojennej pozostawał oficerem nadetatowym 30 pułku strzelców Kaniowskich. 23 stycznia 1928 awansował na podpułkownika ze starszeństwem z dniem 1 stycznia 1928 i 51. lokatą w korpusie oficerów piechoty.
W sierpniu 1929 został przeniesiony z Wyższej Szkoły Wojennej do 60 pułku piechoty Wielkopolskiej w Ostrowie Wielkopolskim na stanowisko dowódcy batalionu. W grudniu 1929 został przesunięty na stanowisko zastępcy dowódcy 60 pp. W październiku 1931 został przeniesiony do Oddziału IV Sztabu Głównego w Warszawie na stanowisko szefa wydziału. W czerwcu 1933 został przeniesiony ze Sztabu Głównego do 51 pułku piechoty Strzelców Kresowych w Brzeżanach na stanowisko dowódcy pułku.
18 października 1935 został wyznaczony na stanowisko szefa Oddziału IV Sztabu Głównego w Warszawie. 5 sierpnia 1939 został zwolniony z zajmowanego stanowiska i przeniesiony do Dowództwa Okręgu Korpusu Nr I w Warszawie na stanowisko kwatermistrza. 
W czasie kampanii wrześniowej był kolejno: kwatermistrzem Dowództwa Obrony Warszawy, kwatermistrzem Armii „Warszawy” i dowódcą Cytadeli. Podczas obrony Warszawy organizował dostawy amunicji artyleryjskiej z magazynów w Palmirach. Od jesieni 1939 do wiosny 1945 przebywał w niemieckiej niewoli, głównie w Oflagu VII A Murnau. 

## Ordery i odznaczenia
- Krzyż Złoty Orderu Wojennego Virtuti Militari
- Krzyż Srebrny Orderu Wojskowego Virtuti Militari – 17 maja 1922[13][14]
- Krzyż Niepodległości – 12 maja 1931 „za pracę w dziele odzyskania Niepodległości”[15]
- Krzyż Kawalerski Orderu Odrodzenia Polski – 9 listopada 1926[16]
- Krzyż Walecznych czterokrotnie: po raz 2 i 3 w 1922[17]
- Złoty Krzyż Zasługi – 10 listopada 1928[18]
- Medal Pamiątkowy za Wojnę 1918–1921
- Medal Dziesięciolecia Odzyskanej Niepodległości
- Kawaler Orderu Legii Honorowej (Francja)